# Антикрихкість
Antifragile: Things That Gain From Disorder (укр. Антикрихкість: речі, що стають кращими від безладу) — книга Нассіма Талеба, що вийшла у 2012 році. Автор робить спробу пояснити, як захиститись від негативних впливів випадковості в житті та отримувати від них користь. Вводить новий термін антикрихкість, як протилежність крихкості в тріаді крихкість — стійкість — антикрихкість.

## Огляд книги
У попередній книзі серії «Incerto», «Чорний лебідь» (2007), Нассім Талеб стверджував, що велику роль в історії відіграють чорні лебеді — рідкісні події, які неможливо передбачити. Тому майбутнє принципово не піддається передбаченню. В «Антикрихкості» автор намагається пояснити, як жити у світі, наповненому чорними лебедями. Ключовим поняттям для цього є антикрихкість. Автор дає їй таке визначення:
|  | Деяким речам шок іде на користь; вони розквітають і розвиваються, стикнувшись із коливаннями, випадковістю, безладом, стресом, любовними пригодами, ризиками, невизначеністю. Це поширене явище, але в нашій мові немає антоніма до слова «крихкий». Назвімо це «антикрихкістю». Антикрихкість — не те саме, що гнучкість чи міцність. Гнучке витримує удар і лишається таким самим; антикрихкому ж удар іде на користь, воно стає кращим. Оригінальний текст (англ.) Some things benefit from shocks; they thrive and grow when exposed to volatility, randomness, disorder, and stressors and love adventure, risk, and uncertainty. Yet, in spite of the ubiquity of the phenomenon, there is no word for the exact opposite of fragile. Let us call it antifragile. Antifragility is beyond resilience or robustness. The resilient resists shocks and stays the same; the antifragile gets better |

## Переклади українською мовою
- Талеб, Насім. Антикрихкість. Про (не)вразливе у реальному житті / Пер. з англ. Миколи Климчука. — К.: Наш формат, 2018. — 408 с.